# 誠心誠意
| ウィキペディアには「誠心誠意」という見出しの百科事典記事はありません（タイトルに「誠心誠意」を含むページの一覧/「誠心誠意」で始まるページの一覧）。 代わりにウィクショナリーのページ「誠心誠意」が役に立つかもしれません。 |